# Тениз (озеро, Сарыкольский район)
Тениз (каз. Теңіз) — озеро в Сарыкольском районе Костанайской области Казахстана. Находится в 19 км к юго-западу от села Златоуст.
По данным топографической съёмки 1944 года, площадь поверхности озера составляет 1,81 км². Наибольшая длина озера — 1,8 км, наибольшая ширина — 1,4 км. Длина береговой линии составляет 5,4 км, развитие береговой линии — 1,12. Озеро расположено на высоте 94,8 м над уровнем моря.